# Gmina Franklin (Minnesota)
Franklin – gmina w USA, w stanie Minnesota, w hrabstwie Wright. Według danych z 2000 roku gmina miała 2774 mieszkańców.

## Geografia
Całkowita powierzchnia gminy wynosi 113,8 km² z czego 110,9 to ląd, a 2,8 to wody.